# Melanerpes formicivorus
Melanerpes formicivorus là một loài chim trong họ Picidae.
Loài chim gõ kiến này dài 21 cm, với trọng lượng trung bình 85 g. Cá thể trưởng thành có đầu, lưng, cánh và đuôi màu nâu đen, trán, cổ họng, bụng và mông màu trắng.  Đôi mắt có màu trắng.

## Môi trường sống
Môi trường sống của loài gõ kiến này là các khu vực rừng có cây sồi ở vùng ven biển và chân đồi của Oregon, California, và tây nam Hoa Kỳ, phía nam qua Trung Mỹ đến Colombia. Loài này có thể xuất hiện ở độ cao thấp ở phía bắc phạm vi của nó, nhưng hiếm khi ở độ cao dưới 1.000 m (3.300 ft) ở Trung Mỹ, và chúng sinh sản đến tận đường rừng. Tổ được đào trong hốc lớn trên cây chết hoặc phần cây đã chết.